# Jendrik

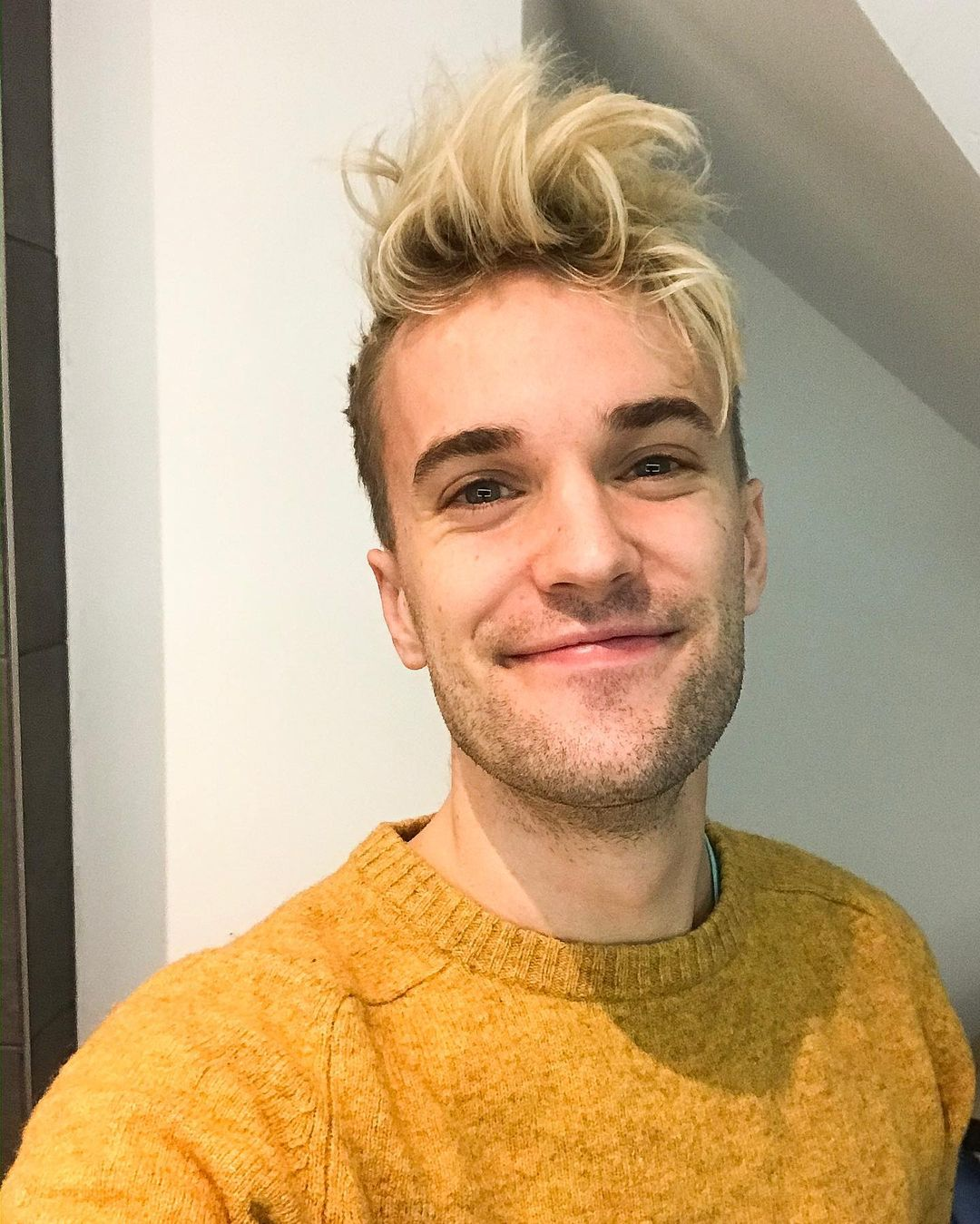
Jendrik (2021)

Jendrik Sigwart (* 27. August 1994 in Hamburg) ist ein deutscher Sänger und Musicaldarsteller. Er vertrat Deutschland beim Eurovision Song Contest 2021 in Rotterdam.

## Leben
Jendrik Sigwart wuchs in Hamburg-Volksdorf auf und hat vier Geschwister. Bereits als Jugendlicher lernte er Klavier und Geige zu spielen. Er legte das Abitur am Gymnasium Buckhorn in Hamburg-Volksdorf ab. Sigwart studierte vier Jahre am Institut für Musik der Hochschule Osnabrück Musical und Vokalpädagogik. Während des Studiums trat er in verschiedenen Musicals auf, unter anderem in My Fair Lady, Hairspray und Peter Pan. Weitere Stationen in seiner Bühnenlaufbahn waren Grease und Berlin, Berlin.
Er schreibt eigene Songs, die er unter anderem auf YouTube veröffentlicht. Besonders wichtig ist bei seiner Musik die Ukulele. Im Dezember 2020 präsentierte er drei seiner Lieder bei einem Livestream-Benefizkonzert für die Flüchtlinge im Lager Moria. Er lebt mit seinem Partner in Hamburg.

## Eurovision Song Contest
Im Februar 2021 wurde bekanntgegeben, dass er intern ausgewählt wurde, Deutschland beim Eurovision Song Contest 2021 in Rotterdam zu vertreten. Sein Lied I Don’t Feel Hate für den ESC, das er selbst geschrieben und das von Christoph Oswald produziert wurde, wurde am 25. Februar 2021 veröffentlicht. Botschaft des Liedes ist, den Hass, der einem entgegenschlägt, nicht mit Hass zu beantworten, sondern Mitleid zu empfinden.
In der Finalshow am 22. Mai erhielt er drei Punkte, die aus dem Jury-Voting (zwei Punkte aus Österreich, einen Punkt aus Rumänien) stammten, während er beim Televoting von den Zuschauern keine Punkte bekam. Jendrik belegte den vorletzten Platz vor dem punktlosen Teilnehmer aus Großbritannien.

## Diskografie

### EPs
- 2023: The-Gonna-End-up-Somewhere-Anyway-EP

Singles
- 2016: Dibdibidi
- 2021: I Don’t Feel Hate
- 2023: I Can’t Explain It I ❤️ U
- 2023: One Moment More
- 2023: Shut me Down
- 2023: Let your Worries Wash Away
- 2023: Letting Loose